# Le Plessis-Feu-Aussoux
Le Plessis-Feu-Aussoux è un comune francese di 558 abitanti situato nel dipartimento di Senna e Marna nella regione dell'Île-de-France.

## Società

### Evoluzione demografica
Abitanti censiti